# Hung Up
"Hung Up" utkom 2005 och är första singeln från Madonnas tionde album Confessions on a Dance Floor. Låten är samplad från den svenska popgruppen Abba:s hit "Gimme! Gimme! Gimme! (A Man After Midnight)" från 1979. Bara Madonna och The Fugees har fått tillstånd att sampla Abba.
2-spårigasingeln
1. Hung Up (Radio version) 3:23
2. Hung Up (Tracy Young's get Up And Dance Groove Edit) 4:15

## Listplaceringar
| Lista (2005-2008)   | Topplacering |
| ------------------- | ------------ |
| Australien          | 1            |
| Belgien (Flandern)  | 1            |
| Belgien (Vallonien) | 1            |
| Danmark             | 1            |
| Finland             | 1            |
| Frankrike           | 1            |
| Italien             | 1            |
| Nederländerna       | 1            |
| Norge               | 1            |
| Schweiz             | 1            |
| Spanien             | 1            |
| Sverige             | 1            |
| Österrike           | 1            |

### Fotnoter
1. ↑  ”Listplacering”. http://australian-charts.com/showitem.asp?interpret=Madonna&titel=Hung+Up&cat=s. Läst 28 maj 2011.
2. ↑  ”Listplacering”. http://www.ultratop.be/nl/showitem.asp?interpret=Madonna&titel=Hung+Up&cat=s. Läst 28 maj 2011.
3. ↑  ”Listplacering”. http://www.ultratop.be/fr/showitem.asp?interpret=Madonna&titel=Hung+Up&cat=s. Läst 28 maj 2011.
4. ↑  ”Listplacering”. Arkiverad från originalet den 6 oktober 2016. https://web.archive.org/web/20161006184618/http://www.danishcharts.com/showitem.asp?interpret=Madonna&titel=Hung+Up&cat=s. Läst 28 maj 2011.
5. ↑  ”Listplacering”. http://finnishcharts.com/showitem.asp?interpret=Madonna&titel=Hung+Up&cat=s. Läst 28 maj 2011.
6. ↑  ”Listplacering”. http://lescharts.com/showitem.asp?interpret=Madonna&titel=Hung+Up&cat=s. Läst 28 maj 2011.
7. ↑  ”Listplacering”. http://italiancharts.com/showitem.asp?interpret=Madonna&titel=Hung+Up&cat=s. Läst 28 maj 2011.
8. ↑  ”Listplacering”. http://dutchcharts.nl/showitem.asp?interpret=Madonna&titel=Hung+Up&cat=s. Läst 28 maj 2011.
9. ↑  ”Listplacering”. http://norwegiancharts.com/showitem.asp?interpret=Madonna&titel=Hung+Up&cat=s. Läst 28 maj 2011.
10. ↑  ”Listplacering”. http://hitparade.ch/showitem.asp?interpret=Madonna&titel=Hung+Up&cat=s. Läst 28 maj 2011.
11. ↑  ”Listplacering”. http://spanishcharts.com/showitem.asp?interpret=Madonna&titel=Hung+Up&cat=s. Läst 28 maj 2011.
12. ↑  ”Listplacering”. http://swedishcharts.com/showitem.asp?interpret=Madonna&titel=Hung+Up&cat=s. Läst 28 maj 2011.
13. ↑  ”Listplacering”. http://austriancharts.at/showitem.asp?interpret=Madonna&titel=Hung+Up&cat=s. Läst 28 maj 2011.